# Distrito de Prievidza
El distrito de Prievidza (en eslovaco Okres Prievidza) es una unidad administrativa (okres) de Eslovaquia Occidental, situado en la región de Trenčín, con 140 444 habitantes (en 2001) y una superficie de 960 km². Su capital es la ciudad de Prievidza.

## Demografía
| Año        | 1994    | 2004    | 2014    | 2024    |
| ---------- | ------- | ------- | ------- | ------- |
| Población  | 141 005 | 139 502 | 136 554 | 127 650 |
| Diferencia |         | −1,06 % | −2,11 % | −6,52 % |

| Año        | 2023    | 2024    |
| ---------- | ------- | ------- |
| Población  | 128 613 | 127 650 |
| Diferencia |         | −0,74 % |

## Ciudades (población año 2017)
- Bojnice 4934
- Handlová 17 119
- Nováky 4215
- Prievidza (capital) 46 408

## Municipios
- Bystričany 1801
- Čavoj 491
- Čereňany 1691
- Chrenovec-Brusno 1397
- Chvojnica 260
- Cigeľ 1263
- Diviacka Nová Ves 1769
- Diviaky nad Nitricou 1740
- Dlžín 154
- Dolné Vestenice 2580
- Horná Ves 1452
- Horné Vestenice 629
- Jalovec 578
- Kamenec pod Vtáčnikom 1790
- Kanianka 4050
- Kľačno 1089
- Kocurany 516
- Koš 1100
- Kostolná Ves 461
- Lazany 1690
- Lehota pod Vtáčnikom 3929
- Liešťany 1239
- Lipník 523
- Malá Causa 685
- Malinová 943
- Nedožery-Brezany 2137
- Nevidzany 295
- Nitrianske Pravno 3250
- Nitrianske Rudno 1936
- Nitrianske Sučany 1204
- Nitrica 1231
- Opatovce nad Nitrou 1566
- Oslany 2363
- Podhradie 309
- Poluvsie 579
- Poruba 1309
- Pravenec 1321
- Radobica 536
- Ráztočno 1199
- Rudnianska Lehota 755
- Sebedražie 1736
- Seč 382
- Šútovce 442
- Temeš 217
- Tužina 1204
- Valaská Belá 2126
- Veľká Causa 480
- Zemianske Kostoľany 1781